# Rod Cameron
Rod Cameron (* 7. Dezember 1910 in Calgary, Alberta; † 21. Dezember 1983 in Gainesville, Georgia; gebürtig Nathan Roderick Cox) war ein kanadischer Schauspieler.

## Leben
Cameron lebte ab 1930 in den USA und arbeitete zunächst als Bauarbeiter in der Kanalisation von Los Angeles. Dort knüpfte er als Stuntman und Double erste Kontakte zu Paramount Pictures. Ab 1939 erhielt er kleine Rollen in amerikanischen Western. 1943 gelang dem 1,96 Meter großen Hünen der Durchbruch zum Hauptdarsteller in Gestalt des Rex Bennett in Haruschi, Sohn des Dr. Fu Man Chu (G-men vs. the Black Dragon), als er bei Republic Pictures unter Vertrag stand. Als Nachfolger von Johnny Mack Brown erhielt er bei Universal Pictures auch dramatische Rollen; 1947 war er bei Monogram Pictures unter Vertrag. Ab 1953 war er auch in Fernsehserien zu sehen: Zunächst in City Detective (bis 1955), dann bis 1959 in State Trooper und schließlich in Coronad 9. Bis in die 1970er Jahre war er immer wieder mit Gastauftritten auf dem Bildschirm zu sehen.
In den 1960er Jahren holte man den Schauspieler nach Italien, wo er ebenfalls in Westernfilme eingesetzt wurde. Produzent Horst Wendlandt gab ihm 1966 die Titelrolle des Old Firehand in dem Karl-May-Film Winnetou und sein Freund Old Firehand, doch das erhoffte Comeback blieb aus.
Aufsehen erregte Cameron durch sein Privatleben, als er sich von seiner Frau Angela Alves-Lico scheiden ließ, um deren Mutter Dorothy zu heiraten. Ihm ist ein Stern auf dem Hollywood Walk of Fame gewidmet.
Im Jahr 1983 starb Rod Cameron nach langer Krankheit im Gainesville Hospital.
Zu der Todesursache existieren zwei unterschiedliche Angaben, jedoch wird meistens eine Krebserkrankung als Todesursache angegeben. Allerdings geben einige andere Seiten, darunter auch Find a Grave, einen Schlaganfall als Todesursache an.

## Filmografie
- 1939: Heritage of the Desert
- 1939: Die alte Jungfer (The Old Maid)
- 1940: If I Had My Way
- 1940: Stagecoach War
- 1940: Those Were the Days!
- 1940: Rangers of Fortune
- 1940: The Quarterback
- 1940: Weihnachten im Juli (Christmas in July)
- 1940: Die scharlachroten Reiter (North West Mounted Police)
- 1941: Life with Henry
- 1941: The Monster and the Girl
- 1941: Riders of Death Valley
- 1941: The Parson of Panamint
- 1941: Buy Me That Town
- 1941: Nothing But the Truth
- 1941: Henry Aldrich for President
- 1941: Night of January 16th
- 1941: No Hands on the Clock
- 1941: Among the Living
- 1941: Pacific Blackout
- 1942: The Fleet’s In
- 1942: The Remarkable Andrew
- 1942: True to the Army
- 1942: Priorities on Parade
- 1942: Wake Island
- 1942: Lodernde Flammen (The Forest Rangers)
- 1942: Star Spangled Rhythm
- 1942: Commandos Strike at Dawn
- 1943: Haruschi, Sohn des Dr. Fu Man Chu (G-men vs. the Black Dragon)
- 1943: No Time for Love
- 1943: Honeymoon Lodge
- 1943: Secret Service in Darkest Africa
- 1943: The Good Fellows
- 1943: Der Sheriff von Kansas (The Kansan)
- 1943: Riding High
- 1943: Unternehmen Donnerschlag (Gung Ho!)
- 1944: Boss of Boomtown
- 1944: Trigger Trail
- 1944: Tagebuch einer Frau (Mrs. Parkington)
- 1944: Riders of the Santa Fe
- 1944: The Old Texas Trail
- 1945: Beyond the Pecos
- 1945: Salome Where She Danced
- 1945: Swing Out, Sister
- 1945: Renegades of the Rio Grande
- 1945: Die Herberge zum Roten Pferd (Frontier Gal)
- 1946: Die Ausreißerin (The Runaround)
- 1947: Die Piraten von Monterey (Pirates of Monterey)
- 1948: Der Rächer von Texas (Panhandle)
- 1948: Rivalen am reißenden Strom (River Lady)
- 1948: Die Plünderer von Nevada (The Plunderers)
- 1948: Tochter der Prärie (Belle Starr’s Daughter)
- 1949: Strike It Rich
- 1949: Weiße Banditen (Stampede)
- 1949: Mit Pech und Schwefel (Brimstone)
- 1950: Geheimagent in Wildwest (Dakota Lil)
- 1950: Short Grass
- 1950: Stage to Tucson
- 1951: Apachenschlacht am schwarzen Berge (Oh! Susanna)
- 1951: Reiter gegen Sitting Bull (Cavalry Scout)
- 1951: Der Seewolf von Barracuda (The Sea Hornet)
- 1952: Fort Osage
- 1952: Wagons West
- 1952: Der Dschungel bebt (The Jungle)
- 1952: Faustrecht in Minnesota (Woman of the North Country)
- 1952: Der Tiger von Utah (Ride the Man Down)
- 1953: Der Cowboy von San Antone (San Antone)
- 1953: Spur in der Wüste (The Steel Lady)
- 1954: Karawane westwärts (Southwest Passage)
- 1954: Die Hölle von Silver Rock (Hell’s Outpost)
- 1955: Die Mestizin von Santa Fé (Santa Fe Passage)
- 1955: Double Jeopardy
- 1955: Headline Hunters
- 1955: The Fighting Chance
- 1956: Jaguar packt zu (Passport to Treason)
- 1956: Amigo mio – der Bandit von Vera Cruz (Yaqui Drums)
- 1956: State Trooper (Fernsehserie, 1956–1959)
- 1957: Flammen über dem Silbersee (Spoilers of the Forest)
- 1958: Mit 1000 Volt in den Tod (Escapement)
- 1958: Rauschgift-Banditen (The Man Who Died Twice)
- 1963: Stadt ohne Sheriff (The Gun Hawk)
- 1964: Die letzten Zwei vom Rio Bravo (Le pistole non discutono)
- 1965: Il piombo e la carne
- 1965: Der schnellste Colt von River Falls (Requiem for a Gunfighter)
- 1965: Colorado Saloon 12 Uhr 10 (The Bounty Killer)
- 1966: Winnetou und sein Freund Old Firehand
- 1971: The Last Movie
- 1971: Evel Knievel
- 1975: Jessi’s Girls
- 1975: Psychic Killer
- 1977: Love and the Midnight Auto Supply